# Oktiabrskij (rejon krasnoarmiejski, obwód czelabiński)
Oktiabrskij (ros. Октябрьский) – osiedle w Rosji, w obwodzie czelabińskim, w rejonie krasnoarmiejskim. W 2010 liczyło 1323 mieszkańców.